# Johann Samuel Beyer
Johann Samuel Beyer (* 1669 in Gotha; † 9. Mai 1744 in Karlsbad) war ein deutscher Kantor und Komponist.

## Leben
Beyer wirkte zunächst als privater Musiklehrer in Jena. Dank hervorragender Zeugnisse wurde er 1694 als Kantor Nachfolger von Johann Habermas in Weißenfels. 1699 bewarb er sich um das freigewordene Kantorat in Freiberg und wurde nach einer Prüfung schließlich am 28. August 1699 unter 12 Bewerbern zum Freiberger Kantor und Musikdirektor ernannt. In dieser Tätigkeit prüfte er die dortige kleine Orgel, welche in den Jahren 1718 bis 1719 von Gottfried Silbermann für die Freiberger Hospitalkirche (Johanniskirche) erbaut wurde. Johann Friedrich Doles wurde Beyers Nachfolger.
Beyer betätigte sich auch als Musikschriftsteller.

## Werke

### Musikalien
- Fürchtet Euch nicht, Weihnachtskantate für Sopransolo und Chor und Generalbass (b.c. = basso continuo)
- Willkommen, süßer Bräutigam, für Sopransolo und Chor
- Partita C-Dur für Flöte, Violine und B.C.
- Heilig ist Gott, für Singstimme, 2 Flöte, B.C.

### Sachbücher
- Anweisung zur Singekunst. Zentralantiquariat der  DDR, Leipzig 1977 (Repr. d. Ausg. Freyberg 1703)